# Jason Bonham
Jason Bonham (født 16. juli 1966) er en engelsk trommeslager og søn af John Bonham, den afdøde trommeslager i bandet Led Zeppelin. 
Jason Bonham har ved flere lejlighder spillet sammen med de tre nulevende medlemmer af Led Zeppelin, herunder ved hyldestkoncerten på O2 Arena i London den 10. december 2007.
Bonham har spillet med en lang række musikere og orkestre. 
Han optrådte med Slash og Paul Rodgers på Woodstock II-festivalen i 1994 og medvirkede på Paul Rodgers Grammy-nominerede projekt Muddy Water Blues: A Tribute to Muddy Waters project. 
Bonham har spillet med Ted Nugent, Evan Seinfeld (Biohazard), Sebastian Bach (Skid Row), og Scott Ian (Anthrax) på VH1-showet Supergroup, i maj 2006 og spillede med Foreigner fra 2004 til 2007 og delvist i 2007 til 2008.
Bonham blev en del af bandet Black Country Communion med Joe Bonamassa i 2009 og var medlem indtil bandets opløsning i marts 2013.
I 2010 dannede Bonham "Jason Bonham's Led Zeppelin Experience", et liveband, der spillede Zeppelin-sange. Bandet var på verdens turne i 2011. Efterfølgende gik han sammen med Glenn Hughes og dannede California Breed med guitaristen Andrew Watt.